# NARKISSOS
『NARKISSOS』（ナルキッソス）は、サディスティック・ミカ・バンドの5thオリジナル・アルバム。コロムビアミュージックエンタテインメントから2006年10月25日に発売された。

## 解説
本作は、サディスティック・ミカ・バンドが三代目のボーカルに木村カエラを迎えて再々結成された際に制作された。
DVD付初回限定盤と通常盤の2形態で発売。
DVDは「タイムマシンにお願い（2006 Version）」CMメイキングスタイルのミュージック・ビデオと「Big-Bang, Bang!（愛的相対性理論）」のミュージック・ビデオを収録している。

## 収録曲
1. Big-Bang, Bang!（愛的相対性理論）
作詞:松山猛 作曲:加藤和彦
2. Sadistic Twist
作詞:奥田民生・木村カエラ 作曲:小原礼
3. in deep hurt
作詞:高橋幸宏 作曲:加藤和彦
4. The Last Season
作詞・作曲:高橋幸宏
5. King fall
作詞・作曲:小原礼
6. sockernos
作詞:クリス・モズデル 作曲:高中正義
7. Tumbleweed
作詞:Elvis Woodstock 作曲:高橋幸宏
8. Jekyll
作詞:小原礼・高橋幸宏 作曲:小原礼
9. Low Life and High Heels
作詞:サエキけんぞう 作曲:加藤和彦
10. Narkissos（Instrumental）
作曲:高中正義
11. タイムマシンにお願い（2006 Version）
作詞:松山猛 / 作曲:加藤和彦

## 参加ミュージシャン
Big-Bang, Bang!（愛的相対性理論）
- 木村カエラ：Vocals
- 加藤和彦：Guitar, Vocals
- 高中正義：Guitar
- 小原礼：Bass, Vocals
- 高橋幸宏：Drums, Vocals
- 堀江博久：Organ, Moog, Clavinet

Sadistic Twist
- 木村カエラ：Vocals
- 小原礼：Vocals, Bass, Guitar
- 加藤和彦：Guitar, Vocals
- 高中正義：Guitar
- 高橋幸宏：Drums, Vocals
- 堀江博久：Rhodes

in deep hurt
- 加藤和彦：Vocals, Guitar
- 高中正義：Guitars
- 小原礼：Bass, Guitar
- 高橋幸宏：Drums, Vocals
- 堀江博久：Wurlitzer

The Last Season
- 高橋幸宏：Vocals, Drums, Guitar
- 加藤和彦：Guitar, Mandolin
- 高中正義：Guitar
- 小原礼：Bass, Guitar, Vocals
- 木村カエラ：Vocals
- 堀江博久：Accordion, Synthesizer

King fall
- 小原礼：Vocals, Bass, Guitar
- 加藤和彦：Guitar, Mandolin
- 高中正義：Guitar
- 高橋幸宏：Drums, Vocals
- 木村カエラ：Vocals
- 堀江博久：Wurlitzer

sockernos
- 高中正義, 加藤和彦：Guitars
- 小原礼：Bass
- 高橋幸宏：Drums
- 堀江博久：Organ
- Katalina Olsson：Swedish Voice
- Chris Mosdell：British Voice

Tumbleweed
- 木村カエラ：Vocals
- 高橋幸宏：Vocals, Drums, Guitar
- 加藤和彦, 高中正義：Guitars
- 小原礼：Bass, Vocals
- 堀江博久：Accordion, Synthesizer

Jekyll
- 小原礼：Vocals, Bass, Guitar
- 加藤和彦：Guitar, Vocals
- 高中正義：Guitar
- 高橋幸宏：Drums, Vocals
- 堀江博久：Organ

Low Life and High Heels
- 加藤和彦：Vocals, Guitar
- 高中正義：Guitar
- 小原礼：Bass, Guitar
- 高橋幸宏：Drums, Voices
- 木村カエラ：Voices
- 堀江博久：Wurlitzer

Narkissos (Instrumental)
- 高中正義：Guitar
- 加藤和彦：Guitar, Vocals
- 小原礼：Bass, Vocals
- 高橋幸宏：Drums, Vocals
- 堀江博久：Rhodes, Synthesizers, Acoustic Piano

タイムマシンにお願い（2006 Version）
- 木村カエラ：Vocals
- 加藤和彦, 高中正義：Guitar
- 小原礼：Bass
- 高橋幸宏：Drums
- 堀江博久：Wurlitzer, Organ